# Idioma hiligaíno
El hiligaíno (hiligaynon), hiligueino o ilongo es una lengua que se habla principalmente en las regiones de Bisayas Occidentales, Mindanao Central y Negros en Filipinas. Es un miembro de la familia de las lenguas bisayas.

## Aspectos históricos, sociales y culturales

### Nombre
Hiligaíno es el nombre formal y escolar del idioma, y al final de esta misma variante del nombre se originó el término nativo indigenizado hiligaynon. Sin embargo, popularmente se llama ilongo (ilonggo), por su origen como la lengua hablada en Iloílo y otras localidades costeras sudorientales y nororientales de la isla de Panay, o también simplemente bisayo (bisayà), como el cebuano y el samareño. Varias fuentes también dan hiligueíno o, rara vez, panayano. Se debe notar que otras idiomas también se hablan en Panay como el harayo y el aclano. Por la mayor parte del superficie de la misma provincia de Iloílo es el harayo que se habla.

### Distribución geográfica
Hay aproximadamente siete millones de personas dentro y fuera de las Filipinas que tienen este idioma por lengua materna y como cuatro millones más que pueden hablarlo fluidamente.
La mayoría de sus hablantes se concentran en las provincias de Iloílo, Cápiz, Guimarás, Negros Occidental, Sultán Kudarat, Cotabato y Cotabato del Sur.